# 托拉科柳山
17°16′S 69°34′W / 17.267°S 69.567°W
托拉科柳山（T'ula Qullu），是玻利維亞的山峰，位於該國西部拉巴斯省的何塞馬努埃爾潘多省，毗鄰與秘魯接壤的邊境，屬於安第斯山脈的一部分，海拔高度4,842米。